# Золотий м'яч 1976
«Золотий м'яч 1976»

28 грудня 1976
Найкращий футболіст Європи: 
 Франц Бекенбауер
 (вдруге)

← 1975 * Золотий м'яч * 1977 →
Золотий м'яч 1976 року — 21-ше щорічне вручення нагороди найкращому футболісту Європи, за підсумками опитування від журналу «Франс Футбол».

## Процедура голосування
Участь у голосуванні за визначення найкращого футболіста в Європі взяли представники 26 футбольних асоціацій УЄФА, зокрема: Австрії, Англії, Бельгії, Болгарії, Греції, Данії, Ірландії, Іспанії, Італії, Люксембурга, Нідерландів, НДР, Норвегії, Польщі, Португалії, Румунії, СРСР, Туреччини, Угорщини, Фінляндії, Франції, ФРН, Чехословаччини, Швейцарії, Швеції та Югославії.
Кожен із членів журі обирав п'ятьох футболістів, які, на його думку, є найкращими гравцями Європи. За перше місце нараховували 5 очок, за друге — чотири, за третє — три, за четверте — два, за п'яте — одне очко. Переможець максимально міг отримати 130 очок.
Результати голосування були опубліковані 26 грудня 1976 року в журналі France Football (№ 1603).

## Підсумки голосування
Вдруге володарем нагороди став 31-річний німецький ліберо клубу «Баварія» Франц Бекенбауер.. Франц Бекенбауер став третім футболістом, після Альфредо Ді Стефано та Йогана Кройфа, який вигравав трофей більш ніж один раз.
| Місце | Гравець          | Клуб                     | Країна         | Очки | %      | Місця | Місця | Місця | Місця | Місця | К-ть голосів |
| Місце | Гравець          | Клуб                     | Країна         | Очки | %      | 1-ше  | 2-ге  | 3-тє  | 4-те  | 5-те  | К-ть голосів |
| ----- | ---------------- | ------------------------ | -------------- | ---- | ------ | ----- | ----- | ----- | ----- | ----- | ------------ |
| 1     | Франц Бекенбауер | Баварія                  | ФРН            | 91   | 70 %   | 14    | 3     | 2     | 1     | 1     | 21           |
| 2     | Роб Ренсенбрінк  | Андерлехт                | Нідерланди     | 75   | 57.7 % | 6     | 6     | 5     | 1     | 4     | 22           |
| 3     | Іво Віктор       | Дукла                    | Чехословаччина | 52   | 40 %   | 4     | 7     |       | 1     | 2     | 14           |
|       |                  |                          |                |      |        |       |       |       |       |       |              |
| 4     | Кевін Кіган      | Ліверпуль                | Англія         | 32   | 24.6 % |       | 2     | 5     | 4     | 1     | 12           |
| 5     | Мішель Платіні   | Нансі                    | Франція        | 19   | 14.6 % | 1     | 2     |       | 2     | 2     | 7            |
| 6     | Антон Ондруш     | Слован (Братислава)      | Чехословаччина | 16   | 12.3 % |       |       | 2     | 4     | 2     | 8            |
| 7     | Йоган Кройф      | Барселона                | Нідерланди     | 12   | 9.2 %  |       | 1     | 2     | 1     |       | 4            |
| 7     | Іван Чуркович    | Сент-Етьєн               | Югославія      | 12   | 9.2 %  |       | 1     | 2     |       | 2     | 5            |
| 9     | Райнер Бонгоф    | Боруссія (Менхенгладбах) | ФРН            | 9    | 6.9 %  |       | 1     | 1     | 1     |       | 3            |
| 9     | Герд Мюллер      | Баварія                  | ФРН            | 9    | 6.9 %  |       | 1     | 1     | 1     |       | 3            |
| 9     | Мар'ян Масний    | Слован (Братислава)      | Чехословаччина | 9    | 6.9 %  |       | 1     |       | 2     | 1     | 4            |
|       |                  |                          |                |      |        |       |       |       |       |       |              |
| 12    | Франко Каузіо    | Ювентус                  | Італія         | 7    | 5.4 %  |       |       | 2     |       | 1     | 3            |
| 13    | Берті Фогтс      | Боруссія (Менхенгладбах) | ФРН            | 6    | 4.6 %  |       |       | 1     | 1     | 1     | 3            |
| 14    | Тібор Нілаші     | Ференцварош              | Угорщина       | 5    | 3.8 %  | 1     |       |       |       |       | 1            |
| 15    | Ярослав Поллак   | Кошице                   | Чехословаччина | 4    | 3.1 %  |       | 1     |       |       |       | 1            |
| 15    | Роберто Беттега  | Ювентус                  | Італія         | 4    | 3.1 %  |       |       | 1     |       | 1     | 2            |
| 15    | Юрген Крой       | Цвікау                   | НДР            | 4    | 3.1 %  |       |       | 1     |       | 1     | 2            |
| 15    | Дуду Джорджеску  | Динамо (Бухарест)        | Румунія        | 4    | 3.1 %  |       |       |       | 2     |       | 2            |
| 19    | Йоахім Штрайх    | Магдебург                | НДР            | 3    | 2.3 %  |       |       | 1     |       |       | 1            |
| 19    | Олег Блохін      | Динамо (Київ)            | СРСР           | 3    | 2.3 %  |       |       |       | 1     | 1     | 2            |
| 21    | Бенні Вендт      | Теніс Боруссія           | Швеція         | 2    | 1.5 %  |       |       |       | 1     |       | 1            |
| 21    | Жерар Жанвйон    | Сент-Етьєн               | Франція        | 2    | 1.5 %  |       |       |       | 1     |       | 1            |
| 21    | Дітер Мюллер     | Кельн                    | ФРН            | 2    | 1.5 %  |       |       |       | 1     |       | 1            |
| 21    | Сантіяна         | Реал Мадрид              | Іспанія        | 2    | 1.5 %  |       |       |       | 1     |       | 1            |
| 21    | Домінік Рошто    | Сент-Етьєн               | Франція        | 2    | 1.5 %  |       |       |       |       | 2     | 2            |
| 26    | Домінік Батене   | Сент-Етьєн               | Франція        | 1    | 0.8 %  |       |       |       |       | 1     | 1            |
| 26    | Юпп Гайнкес      | Боруссія (Менхенгладбах) | ФРН            | 1    | 0.8 %  |       |       |       |       | 1     | 1            |
| 26    | Діно Дзофф       | Ювентус                  | Італія         | 1    | 0.8 %  |       |       |       |       | 1     | 1            |
| 26    | Алі Кемаль       | Трабзонспор              | Туреччина      | 1    | 0.8 %  |       |       |       |       | 1     | 1            |

## Цікаві факти
- Розподіл по амплуа серед 29 футболістів згаданих в анкетах наступний: 4 воротарі, 5 захисників, 7 півзахисників та 13 нападників.[2]
- Представник ФРН втретє виграв трофей «Золотий м'яч». За цим показником Німеччина наздогнала Іспанію та Нідерланди — в усіх по 3 нагороди.
- Франц Бекенбауер здобув свій другий трофей через 4 роки після першої перемоги. Німецький футболіст перевершив на той час досягнення Йогана Кройфа, у якого між першою та останньою нагородою проміжок у 3 роки (1971—1974 роки).
- "Баварія " стала четвертим клубом, після «Реала», «Манчестер Юнайтед» та «Барселони», чий футболіст мінімум тричі вигравав «Золотий м'яч». В усіх команд було по 3 нагороди.
- 29 гравців згаданих в анкетах представляли 14 країн, з них найбільше було від ФРН — 6, від Чехословаччини та Франції — по 4, Італії — 3, Нідерландів та НДР — по 2 гравці.
- Представники ФРН 20 років поспіль були серед номінантів на нагороду. Усього за 21 рік проведення опитування найменше, по разу, в анкетах були відсутні представники Італії та ФРН. Футболісти Англії, Іспанії та СРСР згадувалися в анкетах у 19-ти опитуваннях, Франції — у 17-ти, Угорщини — у 16-ти опитуваннях.
- Німецькі футболісти найчастіше попадали в загальний залік опитувань — 70 разів, італійські — 62, англійські — 57, угорські — 43, іспанські та радянські — по 40 разів.
- Втретє лауреатом трофею став представник німецької першості. Лідером за цим показником залишався іспанський чемпіонат — 6 трофеїв, у англійської першості було в активі 4 трофеї.
- Всього в анкетах були названі гравці з 20 клубів, серед них найбільше було представників «Сент-Етьєна» — 4, «Ювентуса» та «Боруссії» (Менхенгладбах) — по 3, «Баварії» та братиславського «Слована» — по 2, ще із 15 клубів — по 1 гравцю.
- Всього за 21 рік в анкетах був згаданий 261 футболіст зі 128 клубів. Футболісти мадридського «Реала» були згадані в опитуваннях хоча б одного разу у 17-ти випадках, «Інтернаціонале» — у 15-ти, «Манчестер Юнайтед» та «Мілана» — у 14-ти, «Тоттенгем Готспур», «Ювентуса» та «Баварії» — у 12-ти, московського «Динамо» та «Бенфіки» — в 11-ти випадках.
- Вперше в опитуваннях були згадані гравці 5 клубів, зокрема: «Ліверпуля», «Кошице», «Цвікау», «Теніс Боруссія» та «Трабзонспора».
- Франц Бекенбауер став рекордсменом за кількістю попадань у заліки опитувань — 12 номінацій, у Еусебіу  — 11, у Льва Яшина, Джанні Рівери, Йогана Кройфа та Герда Мюллера — по 10, Боббі Чарлтона та Сандро Маццоли — по 9 номінацій.
- Вперше за 16 років французький футболіст (Мішель Платіні) потрапив у десятку найкращих за підсумками опитування. Останнім таким гравцем був Раймон Копа, який посів 6 місце у 1960 році.
- Вперше в своїх анкетах респонденти відзначили майбутніх володарів трофею Кевіна Кігана та Мішеля Платіні.
- Олег Блохін втретє поспіль потрапив у загальний залік опитування щотижневика «Франс Футбол».
- Франц Бекенбауер вдесяте поспіль потрапив у п'ятірку найкращих за підсумками опитування. Найближчими переслідувачами на той час за кількістю попадань у чільну п'ятірку були Йоган Кройф та Еусебіу — по 6 разів.